# بفوتاکا (آنالالاوا)
بفوتاکا (به لاتین: Befotaka) یک منطقهٔ مسکونی در ماداگاسکار است که در بخش انالالاوا واقع شده‌است. بفوتاکا ۱۷٬۰۰۰ نفر جمعیت دارد و ۱۷ متر بالاتر از سطح دریا واقع شده‌است.